# Diócesis de Székesfehérvár
La diócesis de Székesfehérvár (en latín: Dioecesis Albae Regalen(sis) y en húngaro: Székesfehérvári egyházmegye) es una circunscripción eclesiástica latina de la Iglesia católica en Hungría, sufragánea de la arquidiócesis de Estrigonia-Budapest. La diócesis tiene al obispo Antal Spányi como su ordinario desde el 4 de abril de 2003. 

## Territorio y organización

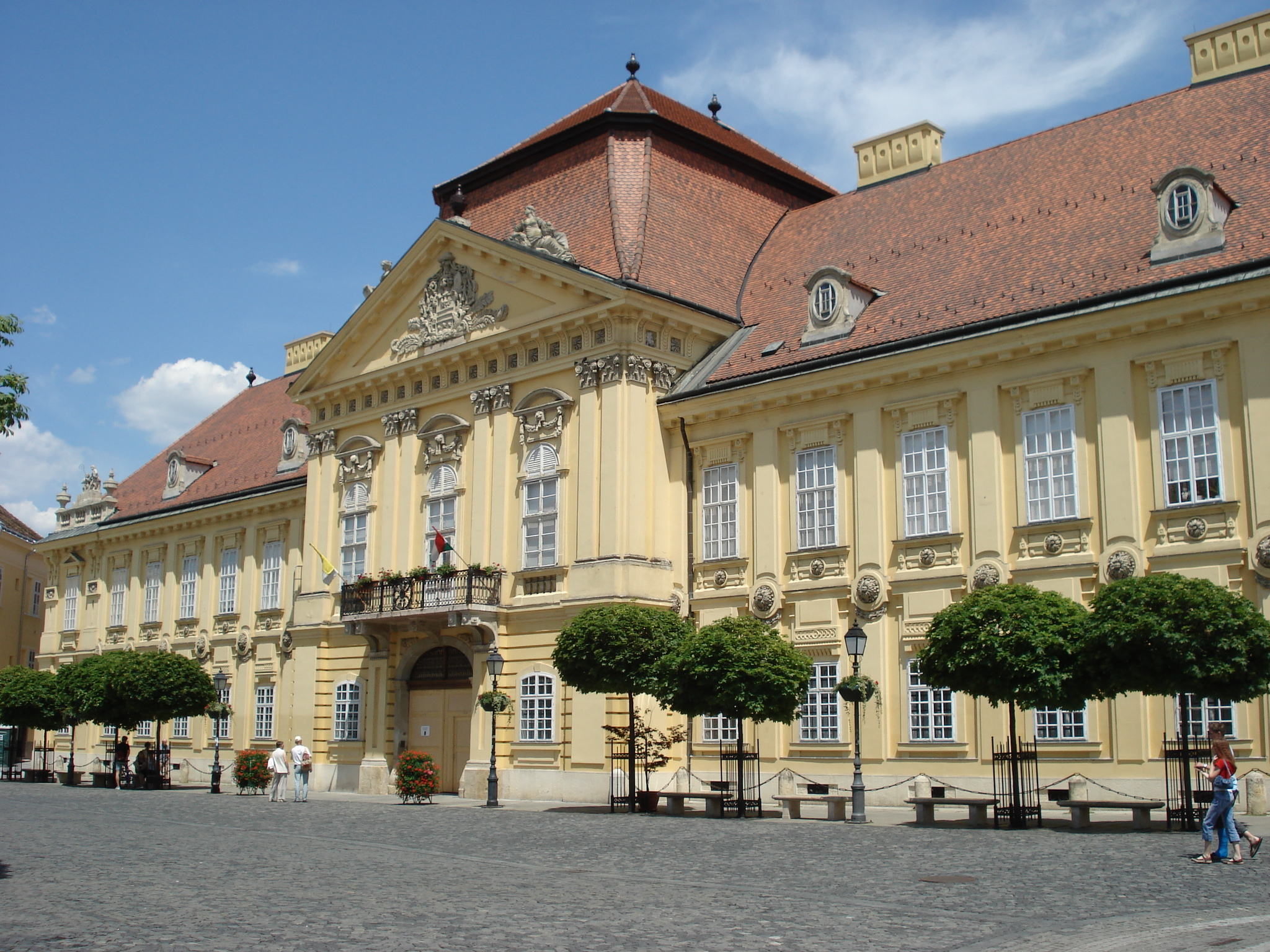
Palacio episcopal

La diócesis tiene 5170 km² y extiende su jurisdicción sobre los fieles católicos de rito latino residentes en el condado de Fejér.
La sede de la diócesis se encuentra en la ciudad de Székesfehérvár, en donde se halla la Catedral basílica de San Esteban.
En 2020 en la diócesis existían 149 parroquias.

## Historia
La diócesis fue erigida el 17 de junio de 1777 con la bula In universa gregis del papa Pío VI, obteniendo el territorio de las diócesis de Veszprém (hoy arquidiócesis) y Győr.
El obispo Vince Jekelfalussy fue el primer obispo húngaro en publicar el dogma de la infalibilidad papal sancionado por el Concilio Vaticano I sin pedir primero el consentimiento del rey (placet regium) y fue reprendido por las autoridades.

## Estadísticas
De acuerdo al Anuario Pontificio 2021 la diócesis tenía a fines de 2020 un total de 407 000 fieles bautizados.
| Año                                                                             | Población            | Población | Población      | Sacerdotes | Sacerdotes    | Sacerdotes    | Bautizados por sacerdote | Diáconos permanentes | Religiosos | Religiosos | Parroquias |
| Año                                                                             | Bautizados católicos | Total     | % de católicos | Total      | Clero secular | Clero regular | Bautizados por sacerdote | Diáconos permanentes | Varones    | Mujeres    | Parroquias |
| ------------------------------------------------------------------------------- | -------------------- | --------- | -------------- | ---------- | ------------- | ------------- | ------------------------ | -------------------- | ---------- | ---------- | ---------- |
| 1970                                                                            | 380 685              | ?         | ?              | 209        | 209           |               | 1821                     |                      |            |            | 138        |
| 1980                                                                            | 464 959              | 736 000   | 63.2           | 258        | 258           |               | 1802                     |                      |            |            | 162        |
| 1990                                                                            | 461 000              | 736 000   | 62.6           | 173        | 173           |               | 2664                     |                      |            |            | 163        |
| 1999                                                                            | 494 108              | 750 000   | 65.9           | 119        | 110           | 9             | 4152                     | 4                    | 9          | 46         | 144        |
| 2000                                                                            | 491 803              | 740 000   | 66.5           | 113        | 106           | 7             | 4352                     | 5                    | 7          | 46         | 144        |
| 2001                                                                            | 490 289              | 735 000   | 66.7           | 107        | 100           | 7             | 4582                     | 5                    | 7          | 50         | 144        |
| 2002                                                                            | 489 048              | 730 000   | 67.0           | 104        | 97            | 7             | 4702                     | 6                    | 7          | 50         | 144        |
| 2003                                                                            | 437 058              | 760 448   | 57.5           | 102        | 95            | 7             | 4284                     | 6                    | 7          | 50         | 144        |
| 2004                                                                            | 435 700              | 858 700   | 50.7           | 105        | 98            | 7             | 4149                     | 6                    | 7          | 42         | 144        |
| 2010                                                                            | 422 656              | 840 656   | 50.3           | 86         | 79            | 7             | 4914                     | 11                   | 9          | 120        | 149        |
| 2014                                                                            | 413 000              | 825 000   | 50.1           | 85         | 76            | 9             | 4858                     | 9                    | 9          | 103        | 149        |
| 2017                                                                            | 405 000              | 810 000   | 50.0           | 86         | 78            | 8             | 4709                     | 10                   | 18         | 104        | 149        |
| 2020                                                                            | 407 000              | 814 000   | 50.0           | 76         | 70            | 6             | 5355                     | 6                    | 8          | 75         | 149        |
| Fuente: Catholic-Hierarchy, que a su vez toma los datos del Anuario Pontificio. |                      |           |                |            |               |               |                          |                      |            |            |            |

## Episcopologio
- Ignác Nagy de Sellye † (23 de junio de 1777-5 de noviembre de 1789 falleció)
- Miklós Milassin, O.F.M. † (21 de junio de 1790-2 de julio de 1811 falleció)
- József Vurum † (23 de septiembre de 1816-19 de abril de 1822 nombrado obispo de Oradea)
- József Kopácsy † (19 de abril de 1822-27 de junio de 1825 nombrado obispo de Veszprém)
- Pál Mátyás Szutsits † (29 de enero de 1828-28 de marzo de 1831 nombrado obispo de Bosnia y de Sirmio)
- János Horváth † (30 de septiembre de 1831-16 de enero de 1835 falleció)
- László Barkóczy † (19 de mayo de 1837-13 de diciembre de 1847 falleció)
  - Antal Karner † (25 de junio de 1848-27 de octubre de 1849 nombrado obispo de Győr) (no confirmado)
- Imre Farkas † (5 de septiembre de 1851-5 de enero de 1866 falleció)
- Vince Jekelfalussy † (22 de febrero de 1867-15 1874 falleció)
- Nándor Dulánszki † (17 de septiembre de 1875-25 de junio de 1877 nombrado obispo de Pécs)
- János Pauer † (28 de febrero de 1879-15 de mayo de 1889 falleció)
- Fülöp Steiner † (26 de junio de 1890-11 de agosto de 1900 falleció)
- Gyula Városy † (16 de diciembre de 1901-11 de diciembre de 1905 nombrado arzobispo de Kalocsa)
- Ottokár Prohászka † (11 de diciembre de 1905-2 de abril de 1927 falleció)
- Lajos Shvoy † (20 de junio de 1927-2 de enero de 1968 falleció)
  - Sede vacante (1968-1974)
- Imre Kisberk † (2 de febrero de 1974-5 de abril de 1982 renunció)
- Gyula Szakos † (5 de abril de 1982-13 de septiembre de 1991 retirado)
- Jusztin Nándor Takács, O.C.D. † (13 de septiembre de 1991 por sucesión-4 de abril de 2003 retirado)
- Antal Spányi, desde el 4 de abril de 2003